# Brody (Powiat Żarski)
Brody (deutsch Pförten) ist eine Stadt in der östlichen Niederlausitz im Powiat Żarski der Woiwodschaft Lebus in Polen, an der Grenze zu Deutschland. Sie hat 969 Einwohner (2011) und ist Sitz der gleichnamigen Stadt-und-Land-Gemeinde mit 3364 Einwohnern (Stand 31. Dezember 2020).

## Geographie
Brody liegt an einer alten Straße von Cottbus über Lubsko (Sommerfeld) nach Zielona Góra (Grünberg) an einem See (Pförtener See). Es befindet sich zwölf Kilometer nordöstlich von Forst und 30 Kilometer nordwestlich von Żary (Sorau).

## Name
Der Name Pförten leitete sich wahrscheinlich von einer Furt durch das Sumpfgebiet her, worauf auch der erwähnte slawische Name Brode hinweist. Im Jahre 1946 erhielt der Ort den offiziellen polnischen Namen Brody. Bereits zuvor wurde er auf Sorbisch so genannt.

## Geschichte

### 14. bis 16. Jahrhundert
1398 wurde Pförten erstmals genannt. Es gehörte damals den Herren von Ileburg auf Forst. 1454 wurde es erstmals als Städtchen (oppidum) genannt, als es durch König Ladislaus Postumus von Böhmen an die Geschwister Ulrich IV., Wenzel III. und Friedrich III. sowie ihren Vetter Wenzel von Bieberstein belehnt und mit dem Zollrecht versehen wurde.
Kirchlich gehörte es bis zum Ende des 15. Jahrhunderts zu Nieder Jehser (Jesiory Dolne).
Die Bevölkerung war größtenteils slawisch. Seit der Reformation wurden die Gottesdienste auch in niedersorbischer Sprache gehalten.

### 17. und 18. Jahrhundert

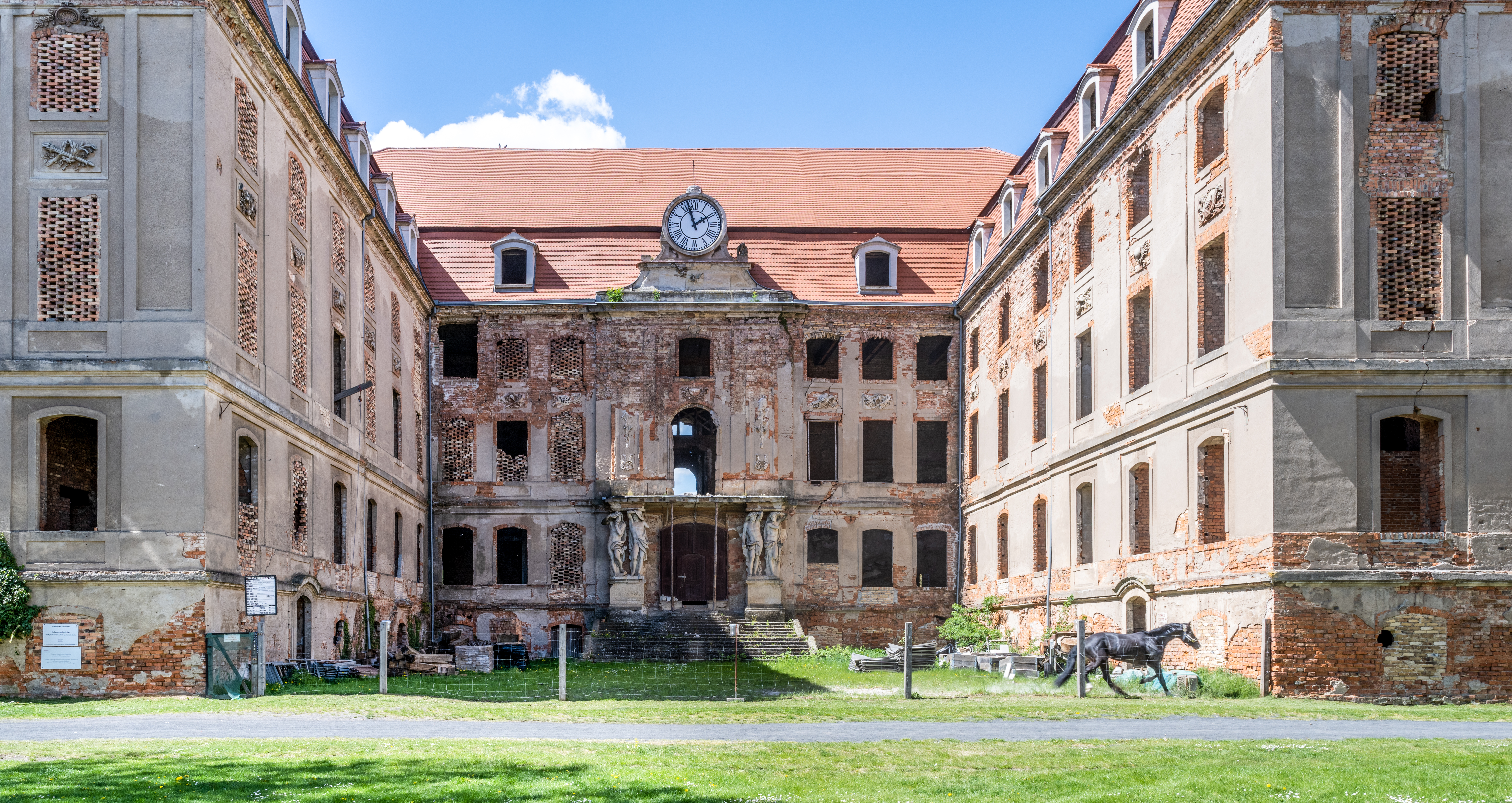
Palast Brody – Schloss Pförten

Im Jahre 1635 wurde Pförten sächsisch, wie die übrige Niederlausitz. Seit dieser Zeit wurden die niedersorbische Sprache und Kultur zurückgedrängt. Im Jahre 1667 gingen Herrschaft und Stadt an Graf Ulrich Hipparchos von Promnitz, getrennt von der Herrschaft Forst. Im Jahre 1698 wurde die sorbische (wendische) Sprache im Gottesdienst verboten. Im Jahre 1740 kaufte Heinrich Graf von Brühl, der wichtigste Minister in Kursachsen, Herrschaft und Stadt Pförten. Er ließ das Schloss ausbauen und vereinigte 1746 die Herrschaft wieder mit Forst.

In den folgenden Jahren ließ er das Städtchen zu einer prächtigen barocken Residenz umgestalten und mit drei Stadttoren versehen. Brühl, der für seinen verschwenderischen und prunkvollen Lebensstil bekannt war, empfing seine Gäste und den Kurfürsten gern in Pförten und nicht in der Residenzstadt Dresden. In dem Städtchen siedelten sich Handwerksbetriebe für die Hofhaltung an. Darunter waren eine Buchdruckerei, eine Seidenraffinerie, eine Möbelfabrik und eine große Leinenweberei. Durch den Siebenjährigen Krieg kam das höfische Leben auf Pförten zum Erliegen, und die darauf ausgerichteten Gewerbebetriebe gingen ein. 1758 beorderte Friedrich II. eine Husarenabteilung nach Pförten und ließ das Schloss des ihm zutiefst verhassten Brühl niederbrennen. 1763 wurde Pförten, wie aller Besitz Brühls, durch den neuen Kurfürsten Friedrich Christian konfisziert. Nach dem Tod des Grafen Brühl und auch des Kurfürsten im selben Jahr erfolgte durch den Administrator Xaver die Rückgabe des Besitzes an die Familie von Brühl.

### 19. und frühes 20. Jahrhundert
Die Stadt kam 1815 mit der Niederlausitz zum Königreich Preußen. Von 1816 bis 1818 wurde sie in den Kreis Sorau eingegliedert. Sie besaß seitdem nur noch eingeschränkte Stadtrechte. Von 1919 bis 1924 wurde das Schloss wieder aufgebaut. Pförten gehörte bis 1945 der Familie Brühl.

### Seit 1945
Ab 1945 kam der Ort zu Polen. Die deutsche Bevölkerung war entweder geflüchtet oder wurde vertrieben. In den nun in Brody umbenannten Ort zogen nun Polen aus Zentral- und dem früheren Ostpolen sowie Ukrainer. Brody besaß seit 1945 keinerlei Stadtrechte mehr, bis es zum 1. Januar 2024 wieder zur Stadt erhoben wurde. Seit 2010 gehört der Schlosspark Brody dem Europäischen Parkverbund Lausitz „Von Graf Brühl bis Fürst Pückler“ an. Seit 2017 gehören fünf weitere Parks dazu.

### Einwohnerzahlen
- 1800: 0792
- 1933: 1126
- 2011: 0969

## Sehenswürdigkeiten

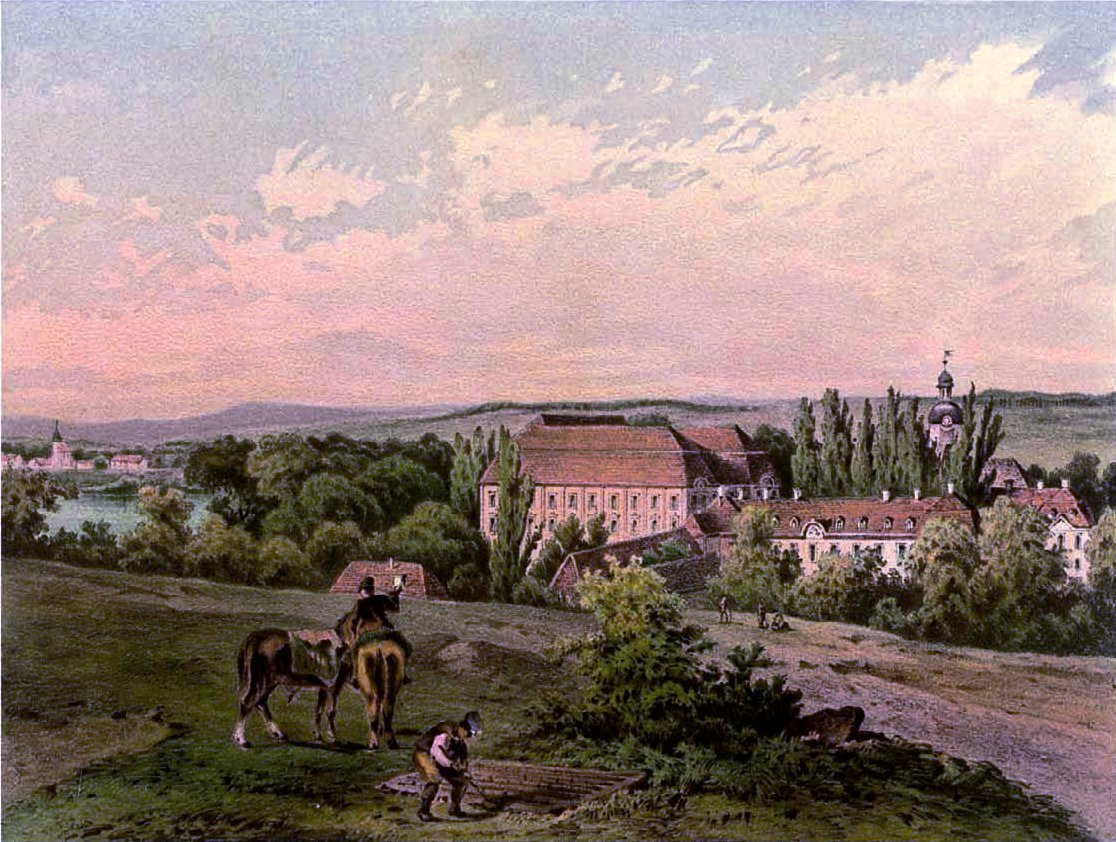
Schloss Pförten um 1860, Sammlung Alexander Duncker

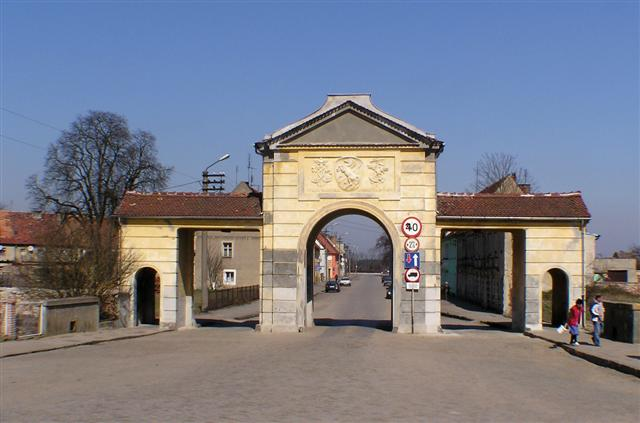
Forster Tor

- Schloss Pförten, 1680 errichtet, 1741–49 umgebaut, 1758 zerstört, 1919–24 wieder aufgebaut;
 Schlosspark (Gründungsmitglied im Europäischen Parkverbund Lausitz)[7][8][9]
- Kirche Aller Heiligen, 18. Jahrhundert
- Forster Tor (Brama Zasiecka), 1747/48.

## Gemeinde
Zur Stadt-und-Land-Gemeinde (gmina miejsko-wiejska) Brody gehören die Stadt selbst und 14 weitere Dörfer mit Schulzenämtern. Sie umfasst 240 km² und ist seit dem 21. September 1993 Mitglied der Euroregion Spree-Neiße-Bober.

## Partnergemeinden
- Forst, Deutschland
- Lubsko, Polen

## Söhne und Töchter des Orts
(Nach Geburtsjahr geordnet)
- Friedrich August Unger (1758–1846), Superintendent in Chemnitz
- Graf Carl von Brühl (1772–1837), Theaterdirektor
- Friedrich August von Brühl (1791–1856), Standesherr und Mitglied des Preußischen Herrenhauses
- Eduard Fleck (1804–1879), Jurist
- Hermann Ulrici (1806–1884), Philosoph
- Friedrich Handtke (1815–1879), Kartograph
- Hugo Aurelius von Wangelin (1818–1883), Brevet-Brigadegeneral der Nordstaaten im Amerikanischen Bürgerkrieg
- Friedrich Stephan von Brühl (1819–1893), Standesherr und Mitglied des Preußischen Herrenhauses
- Cuno Jeschke (1833–nach 1893), Kaufmann, Bergwerksbesitzer und Mitglied des Deutschen Reichstags
- Friedrich-Franz von Brühl (1848–1911), Standesherr und Mitglied des Preußischen Herrenhauses
- Graf Franz von Brühl (1852–1928), Regierungspräsident der Hohenzollernschen Lande
- Alfred Graf von Brühl (1862–1922), Maler der Düsseldorfer Schule, Direktor der Kunstakademie Königsberg
- Friedrich-Joseph Graf von Brühl (1875–1949), erbliches Mitglied des Preußischen Herrenhauses und Fideikommissherr
- Johannes Weidemann (1897–1954), Oberbürgermeister der Stadt Halle (Saale).
- Friedrich-August Graf von Brühl (1913–1981), Offizier, Träger des Ritterkreuz des Eisernen Kreuzes, Oberstleutnant der Bundeswehr
- Lars Ulrich Abraham (1922–2003), Musiktheoretiker und Musikpädagoge